# Andrea Peron
Andrea Peron (* 14. August 1971 in Varese) ist ein ehemaliger italienischer Radrennfahrer.

## Karriere
Andrea Peron wurde 1991 in Stuttgart Weltmeister im (Straßenvierer), 1992 gewann er mit der italienischen Mannschaft bei den Olympischen Sommerspielen in Barcelona die Silbermedaille im Mannschaftszeitfahren. Mit dem gesamten Weltmeisterteam von 1991 startete er 1992 bei der Internationalen Friedensfahrt. Er gewann dort eine Etappe und wurde 7. im Gesamtklassement. Er gewann außerdem den Piccolo Giro di Lombardia. Nach seinem guten Ergebnis bei den Olympischen Sommerspielen 1992 erhielt er einen Profivertrag beim Team Gatorade.
Seine ersten Erfolge als Profi feierte Peron 1994 mit dem Team Polti. Er gewann eine Etappe bei der Tour DuPont, eine beim Hofbräu Cup, und er nahm zum ersten Mal an der Tour de France teil. Im folgenden Jahr fuhr er für das US-amerikanische Radsportteam Motorola. Wie im Vorjahr gewann er wieder eine Etappe der Tour DuPont und wurde wieder Dritter der Gesamtwertung. 1996 gewann er eine Etappe der Vuelta a Castilla y León und sicherte sich auch die Gesamtwertung. Nach zwei Jahren bei Motorola wechselte er zur französischen Mannschaft La Française des Jeux, wo er ebenfalls zwei Jahre lang fuhr. 1999 bestritt er für den spanischen Rennstall O.N.C.E.-Deutsche Bank seine beste Tour de France, er belegte den hervorragenden zehnten Platz in der Gesamtwertung. 2000 kehrte er zurück nach Italien zu Fassa Bortolo. Er wurde 2001 zum ersten und einzigen Mal italienischer Zeitfahrmeister. 2002 wechselte Peron zum dänischen Team CSC-Saxo Bank. 2003 konnte er das italienische Einzelzeitfahren Firenze–Pistoia gewinnen. Nach der Saison 2006 beendete er seine Karriere als Profi.
2010 kam Peron als Assistent von Teamchef Jonathan Vaughters zum UCI ProTeam Garmin-Transitions. 2011 wurde Peron Performance Director bei einem italienischen Hersteller von Fahrradbekleidung.

## Palmarès
1996
- Vuelta a Castilla y León

2001
- Italienischer Meister – Einzelzeitfahren

2003
- Firenze–Pistoia